# Большая Липовица (приток Сухой Липовицы)
Большая Липовица — река в России, протекает по Тамбовской области. Правый приток Сухой Липовицы.

## География
Река Большая Липовица берёт начало у деревни Сергиевка 1-я. Течёт на север по открытой местности. Устье реки находится неподалёку от деревни Толстовка в 29 км по правому берегу реки Сухая Липовица. Длина реки составляет 28 км. Высота устья — 140 м над уровнем моря. Площадь водосборного бассейна — 169 км².

## Данные водного реестра
По данным государственного водного реестра России относится к Окскому бассейновому округу, водохозяйственный участок реки — Цна от истока до города Тамбов, речной подбассейн реки — Мокша. Речной бассейн реки — Ока.
Код объекта в государственном водном реестре — 09010200212110000028793.